# 272 a.C.

## Eventos
- Lúcio Papírio Cursor, pela segunda vez, e Espúrio Carvílio Máximo, pela segunda vez, cônsules. Os dois, heróis da Terceira Guerra Samnita, foram eleitos para subjugar definitivamente samnitas, brútios e lucanos.
- Taranto se rende aos romanos.
- 127a olimpíada: Perígenes de Alexandria, vencedor do estádio.[1]